# Carl-Ebbe Andersen
Carl-Ebbe Andersen (ur. 19 stycznia 1929 w Roskilde, zm. 14 czerwca 2009 tamże) – duński wioślarz (sternik), złoty medalista olimpijski.
Wystąpił na igrzyskach olimpijskich w Londynie w 1948, gdzie osada Danii w składzie: Finn Pedersen, Tage Henriksen i Carl-Ebbe Andersen (sternik) wywalczyła złoty medal w dwójkach ze sternikiem. W finale o 11,7 sekundy wyprzedzili Włochów, a o 24,7 sekundy pokonali osadę Węgier. Był to jego jedyny start olimpijski.
Był brązowym medalistą mistrzostw Europy w Lucernie (1947) w dwójce ze sternikiem.